# Březnice u Zlína
Březnice (deutsch Brzesnitz, 1939–1945 Bresnitz) ist eine Gemeinde in Tschechien. Sie liegt fünf Kilometer südlich von Zlín und gehört zum Okres Zlín.

## Geographie
Březnice erstreckt sich im Westen des Wisowitzer Berglandes am Oberlauf des Flüsschens Březnice. Das Dorf liegt am Rande des Naturparks Želechovické paseky. Nördlich erheben sich der Balaš (386 m), der Šternberk (345 m), die Tlustá horá (458 m) und der Barabaš (410 m), im Nordosten der Záhumenní (462 m), südöstlich der Klencov (536 m) und Kříby (517 m), im Süden der Oskorušné (450 m), sowie südwestlich der Lhotský kopec (365 m). Knapp zwei Kilometer nordöstlich befindet sich der Waldfriedhof Zlín. Südlich entspringt der Černý potok.
Nachbarorte sind Zlín, U Majáku und Záhutí im Norden, Fabiánka und Kudlov im Nordosten, Filíkovy Paseky, Paseky, Vidovy und Na Salašoch im Osten, Závrší, Klencov, Provodov, Horní Paseky und Březůvky im Südosten, Doubravy und Záhumenice im Süden, Bohuslavice u Zlína und Salaš im Südwesten, Oldřichovice und Kvítkovice im Westen sowie Karlov und Malenovice im Nordwesten.

## Geschichte
Die erste schriftliche Erwähnung des Dorfes Brzeznicz erfolgte 1397 in der Olmützer Landtafel, als der mährische Markgraf Jobst das Städtchen und die Feste Zlín mit allem Zubehör an Zdenko von Sternberg verkaufte. Der Name des Ortes leitet sich vom gleichnamigen Flüsschen ab, das hier seinen Ursprung nimmt. Im Jahre 1437 wurde die Kirche von Pfarre in Brzeznicze erstmals erwähnt. Im Jahre 1570 wurde in Brzeznicze ein Pfarrer der Böhmischen Brüdergemeinde eingeführt und im Jahre 1619 hatte das Dorf einen lutherischen Pfarrer. Zwischen 1620 und 1644 beteiligten sich die Bewohner des Dorfes am Walachischen Aufstand. Nach der Niederschlagung des Aufstandes wurde auch ein Einwohner von Brzeznicze hingerichtet. Die Pfarre erlosch nach dem Dreißigjährigen Krieg. Das Dorf bestand im Jahre 1670 aus 26 Wirtschaften. Im Theresianischen Kataster sind für Brzeznicze 44 Chaluppen ausgewiesen. 1779 wurde in eine katholische Expositur eingerichtet. Seit 1846 fand der Ortsname Březnica Verwendung. Von den im Jahre 1844 ansässigen 180 Familien betrieben mit Ausnahmen von dreien alle Landwirtschaft. Ein Teil der Bewohner arbeitete als Saisonarbeiter in den fruchtbareren Gebieten Mährens und Oberungarns. Bis zur Mitte des 19. Jahrhunderts blieb Březnica immer nach Zlín untertänig.
Nach der Aufhebung der Patrimonialherrschaften bildete Březnica / Brzesnitz ab 1850 eine Gemeinde in der Bezirkshauptmannschaft Holešov und dem Gerichtsbezirk Napajedla. Ab 1855 gehörte die Gemeinde zum Bezirk Napajedla und ab 1869 zum Bezirk Uherské Hradiště. 1857 wurde die Expositur zur katholischen Pfarre erhoben.
Der heutige Ortsname ist seit 1893 gebräuchlich. Bei den Volkszählungen von 1921 und 1930 war die Einwohnerschaft mehrheitlich katholisch, eine geringe Minderheit gehörte der Tschechoslowakischen hussitischen Kirche an. 1935 wurde die Gemeinde dem neu geschaffenen politischen und Gerichtsbezirk Zlín zugeordnet. Während der deutschen Besetzung beteiligten sich 59 Einwohner des Dorfes am Widerstand. 38 von ihnen wurden verhaftet und 19 ermordet. Ab 1950 gehörte die Gemeinde zum Okres Gottwaldov-okolí und ab 1960 wieder zum Okres Gottwaldov, der nach der politischen Wende seit 1990 wieder den Namen Okres Zlín trägt. Im Jahre 1976 wurde Březnice nach Gottwaldov eingemeindet. Seit Beginn des Jahres 1993 bildet Březnice wieder eine eigene Gemeinde.

## Ortsgliederung
Für die Gemeinde Březnice sind keine Ortsteile ausgewiesen. Zu Březnice gehören die Ansiedlungen Dolní Paseky, Filíkovy Paseky, Horní Paseky und Záhutí.

## Sehenswürdigkeiten

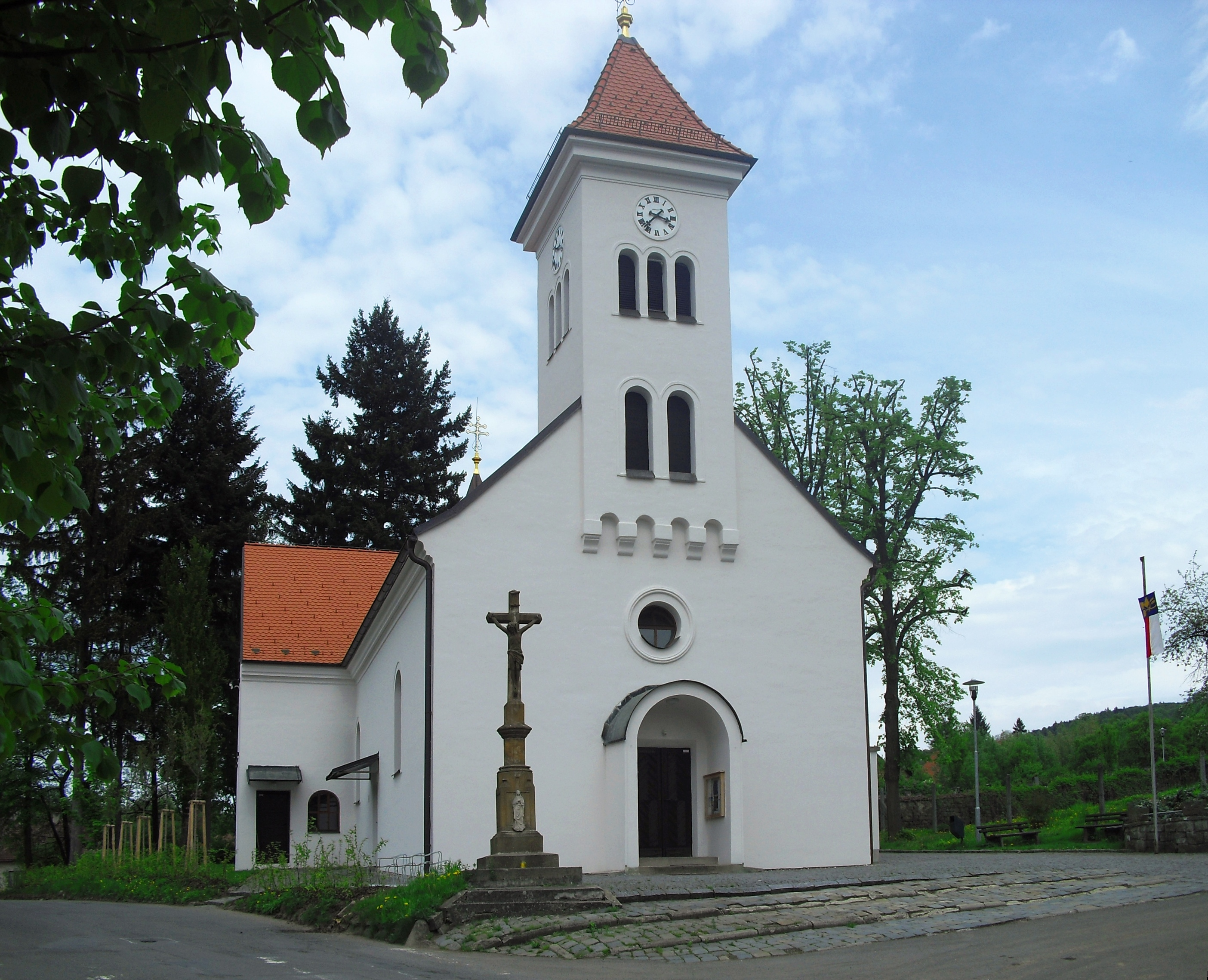
Pfarrkirche des hl. Bartholomäus

- Pfarrkirche des hl. Bartholomäus, sie ist seit 1437 nachweisbar und gehört zum Dekanat Napajedla
- Waldfriedhof Zlín
- Gedenkstein an die Opfer des Widerstandes im Zweiten Weltkrieg, errichtet 1955 südlich des Dorfes am Kříby

## Persönlichkeiten
- Theodor Kohn (1845–1915), römisch-katholischer Geistlicher, Erzbischof von Olmütz 1892–1904